# Kotch (bateau)
Pour les articles homonymes, voir Kotch.

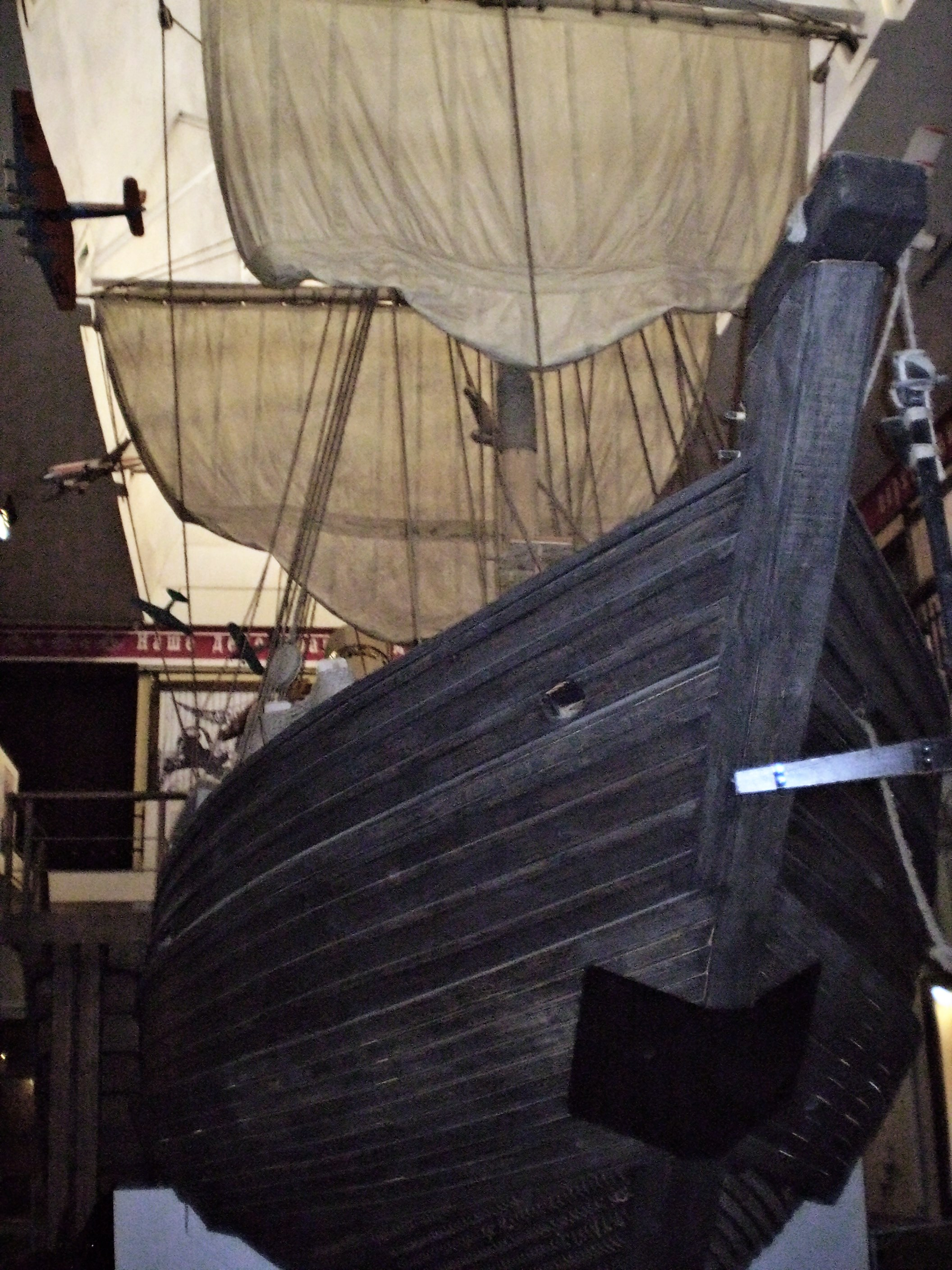
Un koch du XVIIe siècle au musée de Krasnoïarsk

Un kotch (en russe : коч) est un petit voilier traditionnel en bois à un ou deux mâts conçu et utilisé en Russie pour des voyages polaires dans les conditions glaciales des fleuves de Sibérie et des mers arctiques. Il est populaire parmi les Pomors.
En raison d'une conception spéciale du gouvernail et de la coque renforcée de planches supplémentaires (appelées kotsa), ces bateaux peuvent naviguer sans être endommagés dans des eaux encombrées de blocs de glace et de banquises. 

## Développement
Le développement des kotchs a débuté au XIe siècle, lorsque les Russes ont commencé à s'installer sur les rives de la mer Blanche. Ce type de navire était largement utilisé pendant l'apogée de la navigation polaire russe aux XVe et XVIe siècles. D’après les archives, la flotte civile russe dans les mers arctiques comptait jusqu'à 7 400 petits navires en une seule année. 
Au XVIIe siècle, les kotchs ont été largement utilisés sur les rivières sibériennes lors de l'exploration et de la conquête de la Sibérie et de l'Extrême-Orient par la Russie. En 1715, pendant la Grande guerre du Nord, la construction navale et la navigation dans l'Arctique russe ont été compromises par l'oukase (décret) du tsar Pierre le Grand. Selon l'oukase, seuls des navires novomanerniye («au nouveau maniement») pouvaient être construits, à savoir les navires civils, qui pouvaient également être utilisés à des fins militaires. Le kotch avec ses caractéristiques de brise-glace ne convenait pas à cet objectif.
Au XXIe siècle, les caractéristiques brise-glace des kotchs furent utilisées pour créer les premiers navires brise-glace modernes.

## Construction et caractéristiques
Les kotchs étaient traditionnellement construits avec des planches qui se chevauchaient, fixées par des rivets et supports en fer, suivant la tradition de la construction navale d’Europe du Nord, autrefois très répandue. Ils étaient à fond plat, la longueur de quille était de 10 à 25 mètres. Un kotch portait généralement une voile carrée sur un mât, identique aux bateaux vikings. Une particularité du kotch était la taille relativement grande de la partie basale de l'aileron du gouvernail par rapport à sa la partie supérieure. Ce type de navire avait deux ancres principales d'une trentaine de kilogrammes environ, et très souvent des ancres légères qui pouvaient être utilisées pour amarrer les kotchs au bord des champs de glace.
Parmi les caractéristiques spéciales adaptées aux mers arctiques, on peut aussi mentionner les lignes arrondies du corps du navire au-dessous de la ligne de flottaison, une ceinture supplémentaire de bordés (en chêne ou en mélèze) le long de la ligne de flottaison et une fausse quille pour mieux résister aux glaces. Si un kotch était pris dans la glace, ses corps arrondis au-dessous de la ligne de flottaison permettaient au navire, pressé par les champs de glace, d’être poussé hors de l’eau sans que le corps ne soit endommagé.
Les kotchs avaient en temps normal un équipage de 6 à 12 personnes, mais ils pouvaient contenir jusqu’à 40 personnes ou 45 tonnes de cargaison. 

## Classification
Il existe deux classifications des de kotchs: 
- Le première, une classification mixte, distingue trois sous-types de kotchs selon leur lieu d'origine (sibérien et mangazeyan) et leur aptitude à la mer (morskiye, c'est-à-dire la «navigation en mer»).
- La seconde classification ne prête aucune attention aux différences mineures dans la construction navale et divise tous les kotchs en deux catégories en fonction des principales sphères de leurs opérations maritimes : mixte rivière/mer et morskiye pour les voyages maritimes à longue distance.